# Challenger Banque Nationale de Granby 2004
Il Challenger Banque Nationale de Granby 2004 è stato un torneo di tennis facente parte della categoria ATP Challenger Series nell'ambito dell'ATP Challenger Series 2004. Il torneo si è giocato a Granby in Canada dal 12 al 18 luglio 2004 su campi in cemento.

## Vincitori

### Singolare
Michael Russell ha battuto in finale  Davide Sanguinetti con il punteggio di 6–3, 6–2.

### Doppio
Brian Baker /  Frank Dancevic hanno battuto in finale  Harel Levy /  Davide Sanguinetti con il punteggio di 6–2, 7–6(5).